# Dragan Todorović
Dragan Todorovic (serbiska:Dragan Todorović) född september 1958 i Kragujevac, Serbien, är en serbisk författare och multimediakonstnär. Fram till 1995 levde han i Jugoslavien, och arbetade som journalist, redigerare och TV-personlighet.